# Ophiorrhiza barnesii
Ophiorrhiza barnesii är en måreväxtart som beskrevs av Cecil Ernest Claude Fischer. Ophiorrhiza barnesii ingår i släktet Ophiorrhiza och familjen måreväxter. Inga underarter finns listade i Catalogue of Life.